# Литош (футболист)
Карлуш Мануэл де Оливейра Магальяйнш (порт. Carlos Manuel de Oliveira Magalhães; родился 25 февраля 1974 года в Порту, Португалия), более известный как Литош (порт. Litos)  — португальский футболист, выступавший на позиции защитника. Известен по выступлениям за клубы «Малага», «Боавишта» и сборную Португалии. Участник Олимпийских игр 1996 года в Атланте.

## Клубная карьера
Литош — воспитанник клубов «Лапа», «Реал Кампу Линдо» и «Боавишта». В 1992 году он начал профессиональную карьеру в «Кампумайоренси». По окончании сезона Литош вернулся в родную «Боавишту», но так и не смог за неё дебютировать. В 1994 году Карлуш присоединился к «Эшторил-Прая», где получил игровую практику. Следующий сезон он провёл почти без замен в составе «Риу Аве». В 1995 году Литош во второй раз вернулся в «Боавишту» в составе, которой он впервые в истории выиграл чемпионат, а также дебютировал в Лиге чемпионов. За команду Литош провёл более 200 матчей во всех турнирах и был её капитаном.
В 2001 году он перешёл в испанскую «Малагу». В 2002 году Карлуш завоевал Кубок Интертото. В 2005 году анчоусы вылетели из Ла Лиги и вскоре Литош покинул клуб. В 2006 году он присоединился к «Академике» из Коимбры. По окончании сезона он перешёл в австрийский «Ред Булл Зальцбург», но так и не дебютировал за команду. В 2008 году Литош завершил карьеру футболиста.

## Международная карьера
В 1996 году Литош в составе олимпийской сборной Португалии принял участие в Олимпийских играх в Атланте. На турнире он сыграл в матчах против команд Туниса, США, Франции и дважды Аргентины.
10 февраля 1999 года в товарищеском матче против сборной Нидерландов Литош дебютировал за сборную Португалии.

## Достижения
Командные
 «Боавишта»
- Чемпионат Португалии по футболу — 2000/2001

 «Малага»
- Обладатель Кубка Интертото — 2002